# Daily Afghanistan
The Daily Afghanistan (dari, paszto: روزنامه افغانستان) – dziennik afgański publikowany w Kabulu. Jego nakład osiąga 7 tys. egzemplarzy; gazeta dociera do 32 afgańskich prowincji. Jest publikowana w dwóch językach: Dari i Paszto. The Daily Afghanistan jest niezależną gazetą i należy do grupy największych gazet wydawanych w Afganistanie.

## The Daily Outlook Afghanistan
The Daily Outlook Afghanistan jest pierwszą niezależną gazetą w języku angielskim w historii Afganistanu, należy do tej samej grupy gazet, co The Daily Afghanistan.